# Muzeum Siida

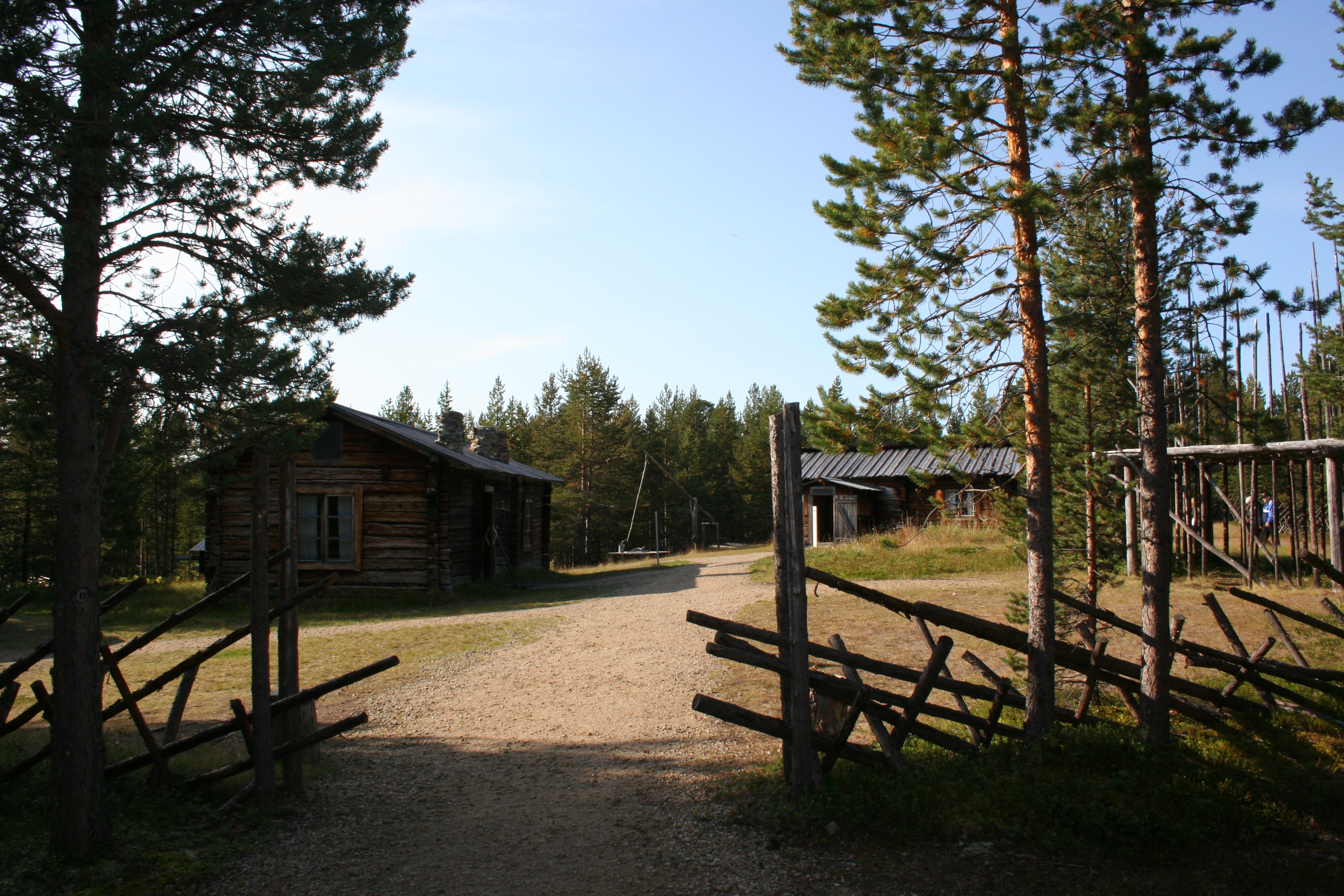
Skansen w Muzeum Siida

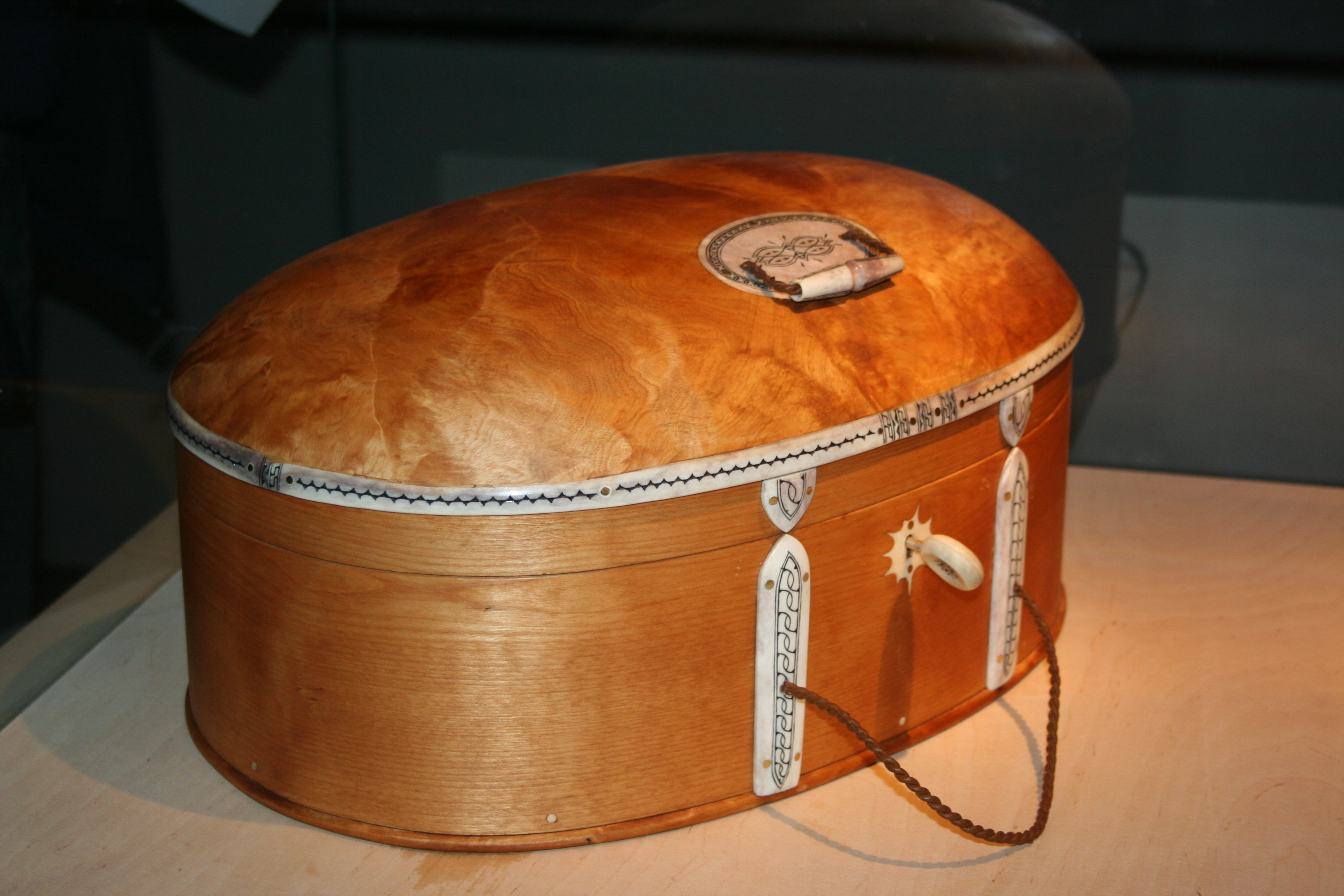
Wystawa rękodzielnictwa w muzeum Siida

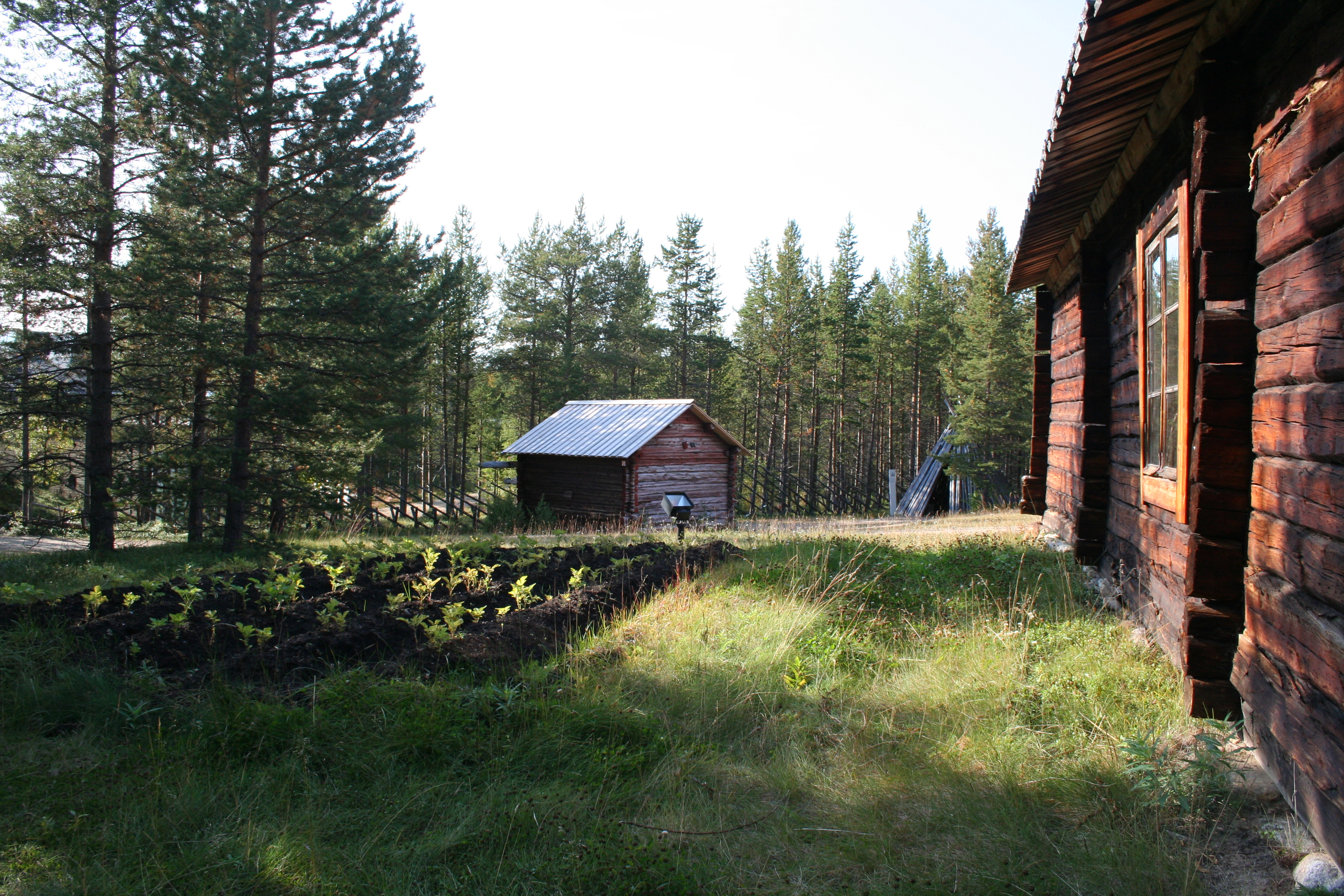
Uprawa ziemniaków w skansenie Muzeum Siida

Muzeum Siida znajduje się na granicy miejscowości Inari, w gminie Inari na północy Finlandii. 

## Dziedzictwo kulturowe Laponii
Celem tego muzeum jest ukazanie życia rodowitych mieszkańców tych terenów - Lapończyków. Dotyczy to nie tylko terenów Finlandii, ale także północnej Norwegii, Szwecji i Rosji. W muzeum znajduje się dokumentacja życia duchowego i materialnego, liczne zbiory rękodzieł, ilustracje tradycji i zwyczajów min. sposoby wykorzystania ziół oraz hodowla reniferów.
Muzeum ma na celu ukazanie żywej kultury Lapończyków, a także wzmocnienie tożsamości kulturowej i samooceny Lapończyków. 
Obecnie składa się ze skansenu i stałej wystawy. Interesująca "ścieżka natury" ukazuje roczny cykl życia mieszkańców Laponii. Na terenie skansenu odkryto ślady człowieka sprzed 6 tys. lat. 
Nieodłączną częścią historii Lapończyków z tego regionu oraz samego muzeum jest wyspa Ukko (po lapońsku Aijih) leżąca na jeziorze Inari. W tutejszej kulturze jest miejscem świętym.

## Historia
Inspiracją do powstania muzeum była sytuacja panująca na tym terenie po II wojnie światowej. Zostały wówczas zniszczone praktycznie wszystkie budynki przydrożne znajdujące się na terenie Laponii. Przetrwały natomiast budynki znajdujące się na bardziej odległych obszarach, jednak były zagrożone przez panującą wówczas modę na modernizację zabudowy. Wydawało się także wówczas, że radykalne powojenne zmiany doprowadzą także do zaniku rękodzielnictwa i kultury.
Stowarzyszenie Samii Litto (Unia Lapończyków), założone w Ostrobothnii podczas ewakuacji Lapończyków w 1945 postanowiło podjąć działania w celu zachowania kultury i obyczajów i stworzyć muzeum. Dopiero w 1959 roku udało się zgromadzić w lapońskim Inari dostateczną ilość budynków i budowli Lapończyków. Część jest rekonstruowana do dziś. 
Muzeum otwarto po raz pierwszy w 1963 roku. 
W 1986 roku powstała fundacja o nazwie Sami Museum - Saamelaismuseosäätiö, zajmująca się zbieraniem funduszy na uruchomienie części wewnętrznej muzeum. Aby spełniać swój cel, Fundacja zapewnia wsparcie badań naukowych kultury Lapończyków i publikację wyników, a także współpracuje z innymi muzeami Lapończyków. Sama Fundacja jest obecnie właścicielem całego muzeum, wchodzących w jego skład zbiorów, budynków, budowli, skansenu oraz licznych dokumentów i fotografii.
Zarząd Fundacji muzeum Siida składa się z ośmiu członków, przewodniczącym rady nadzorczej jest Nils-Henrik Valkeapää.
Dyrektorem muzeum jest Tarmo Jomppanen.

## Oddziały muzeum Siida
- oddział w Hetta - zachodnia część fińskiej Laponii, gdzie również znajduje się niewielki skansen, przeprowadzane są systematycznie wystawy tematyczne, a główny nacisk kładziony jest na hodowlę reniferów

- oddział w Skolt - położony także w fińskiej Laponii, także posiada niewielki skansen i muzeum, otwarte jest tylko w lecie